# Lunca Moldovei, Neamț
Lunca Moldovei este un sat în comuna Păstrăveni din județul Neamț, Moldova, România.

## Istorie
Satul Lunca Moldovei este cunoscut, până în anul 1964, sub denumirea de satul Buzați. În secolul al XIX-lea satul Buzați făcea parte din comuna Timișești împreuna cu satele: Plăieșu, Preutești, Timișești și Ungheni. Anuarul Socec din 1925 consemnează în plasa Cetatea Neamțu din județul Neamț comuna Timișești alcătuită din satele: Buzați, Plăieșu, Preutești, Timișești și Zvorănești. 
Din cercetarea vechilor documente se constată că în veacul al XIV-lea și al XV-lea, ținutul Neamțului a fost locuit de o populație surprinzător de deasă. Cercetările arheologice au ajuns la aceleași constatări și pentru timpurile preistorice . Redăm în cele ce urmează câteva considerații ale preotului Constantin Matasă.
”În regiunea Neamțului, deosebit de Târg și de Cetate, pe care le socot anterioare descălicatului , găsim următoarele sate pe care le pun cu data menționării lor în documente . Solomoneștii pe Topoliță și satul lui Șărban Hândău, 1400; în acest din urmă sat, Ștefan Mușat învinge pe Unguri, la 1395. Seliștea lui Nenavice, despre care actul din 1422 ne spune că se confirmă „… cu toate vechile hotare, din toate părțile, pe unde a hotărît și trăit acest sat din veac” (M. Costăchescu, Documentele moldovenești, vol. I, pag. 148). Satul Movila Găunoasă, la 1411. Buzeștii sau Buzații, pe Moldova, la 1422.
Hotarnica din 1422 a satului Buzați de pe apa Moldovii, e interesantă pentru toponimia ei, „… pe vechiul hotar al lui Giurgiu, la o Movilă, apoi dela fântână drept în pârău… în capătul din jos al Vârtopului, la Ruptură, apoi …deacurmezișul la Movila unde-i o salcie aproape de drum, apoi pe drum la vale, în pârăul ce curge din vie, pe pârău la vale la un mesteacăn, care este în malul Topoliței” (M. Cost., vol. I, pag. 147).
Documentele mai arată în această regiune și satele Ingărești (1438) și Zvorănești (1422), pe Lângă Petricani. Satele își mai păstrează numele și în prezent. În țarina Ingăreștilor se vede multă ceramică La Tène și medievală”.